# Uca pugilator
Uca pugilator är en kräftdjursart som först beskrevs av Bosc 1802.  Uca pugilator ingår i släktet vinkarkrabbor, och familjen Ocypodidae. Inga underarter finns listade i Catalogue of Life.

## Bildgalleri

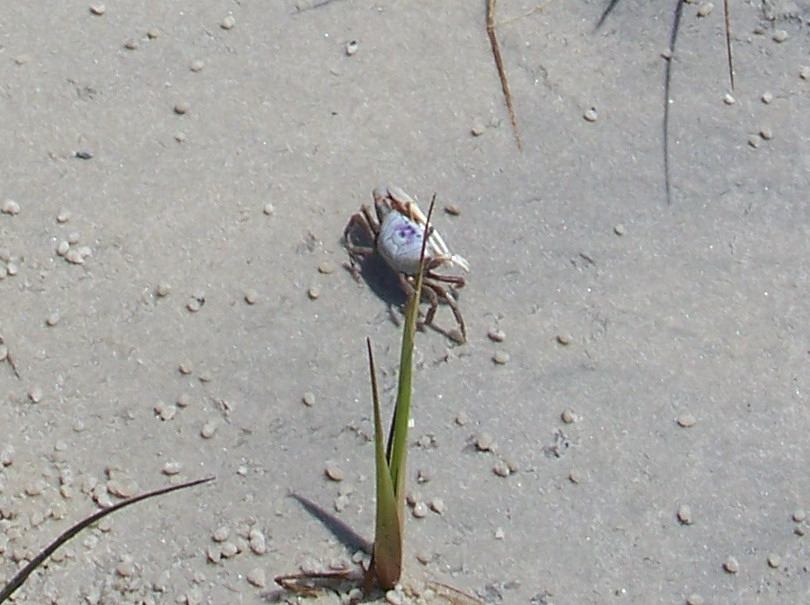
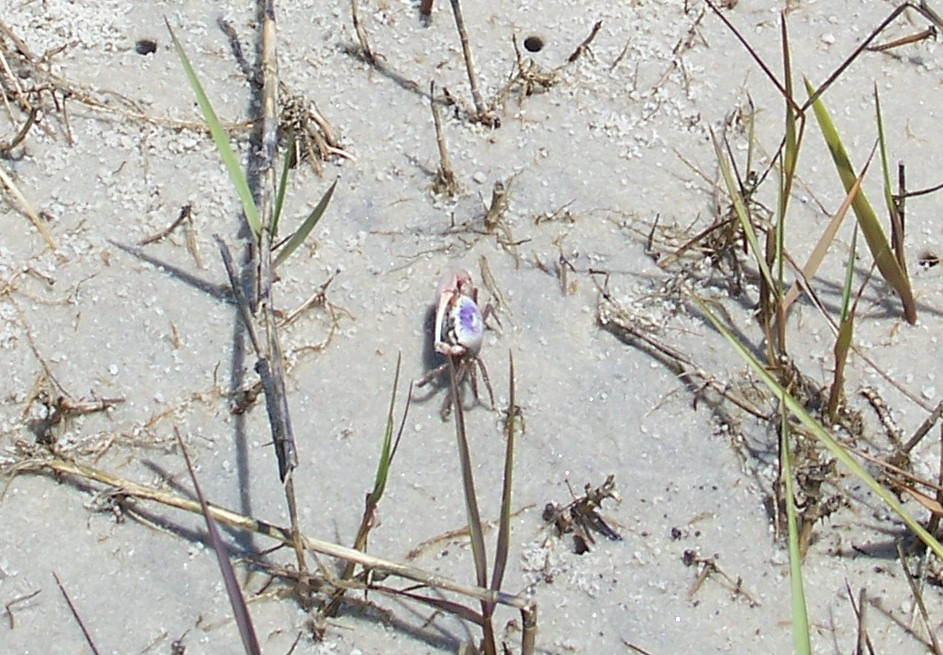
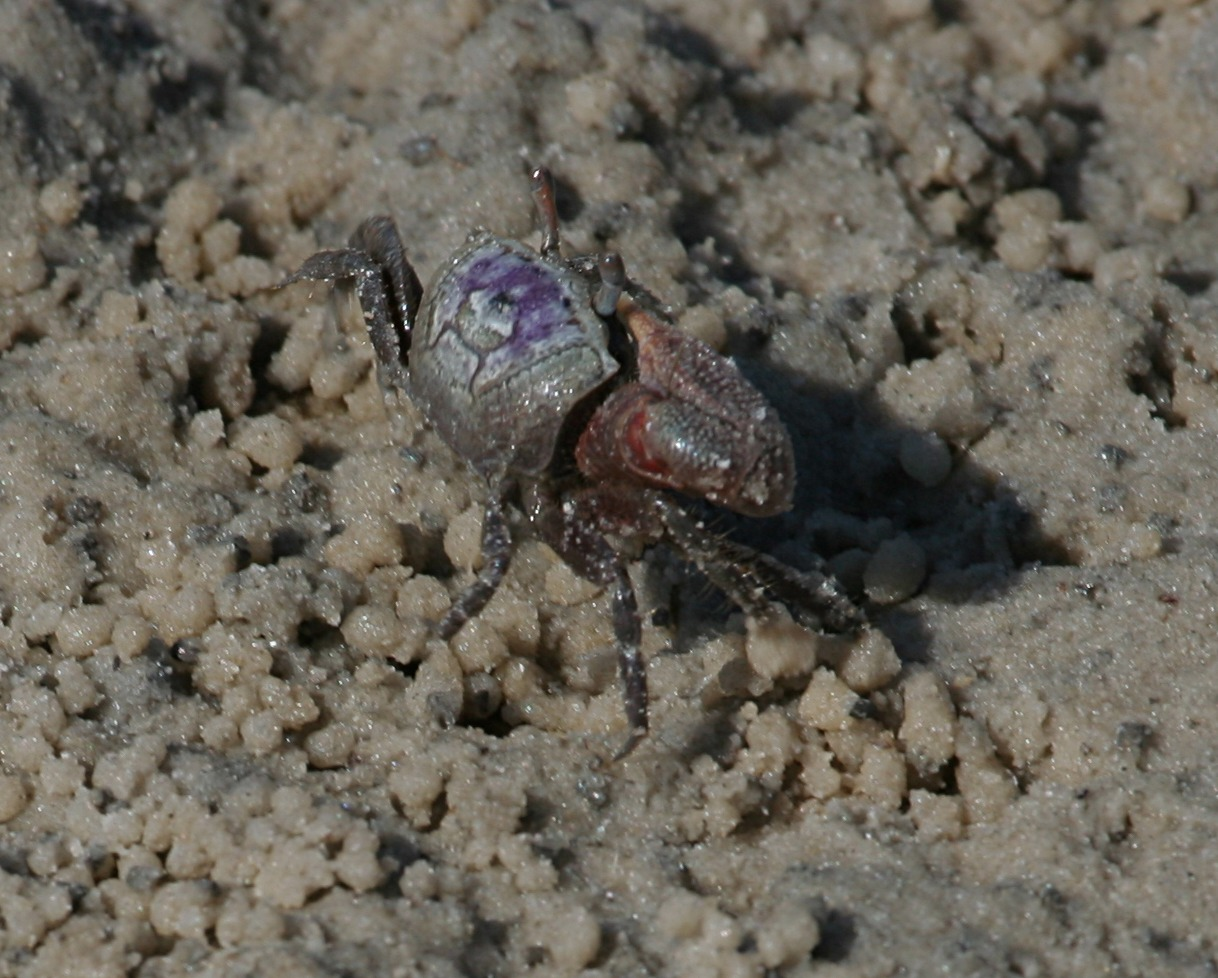
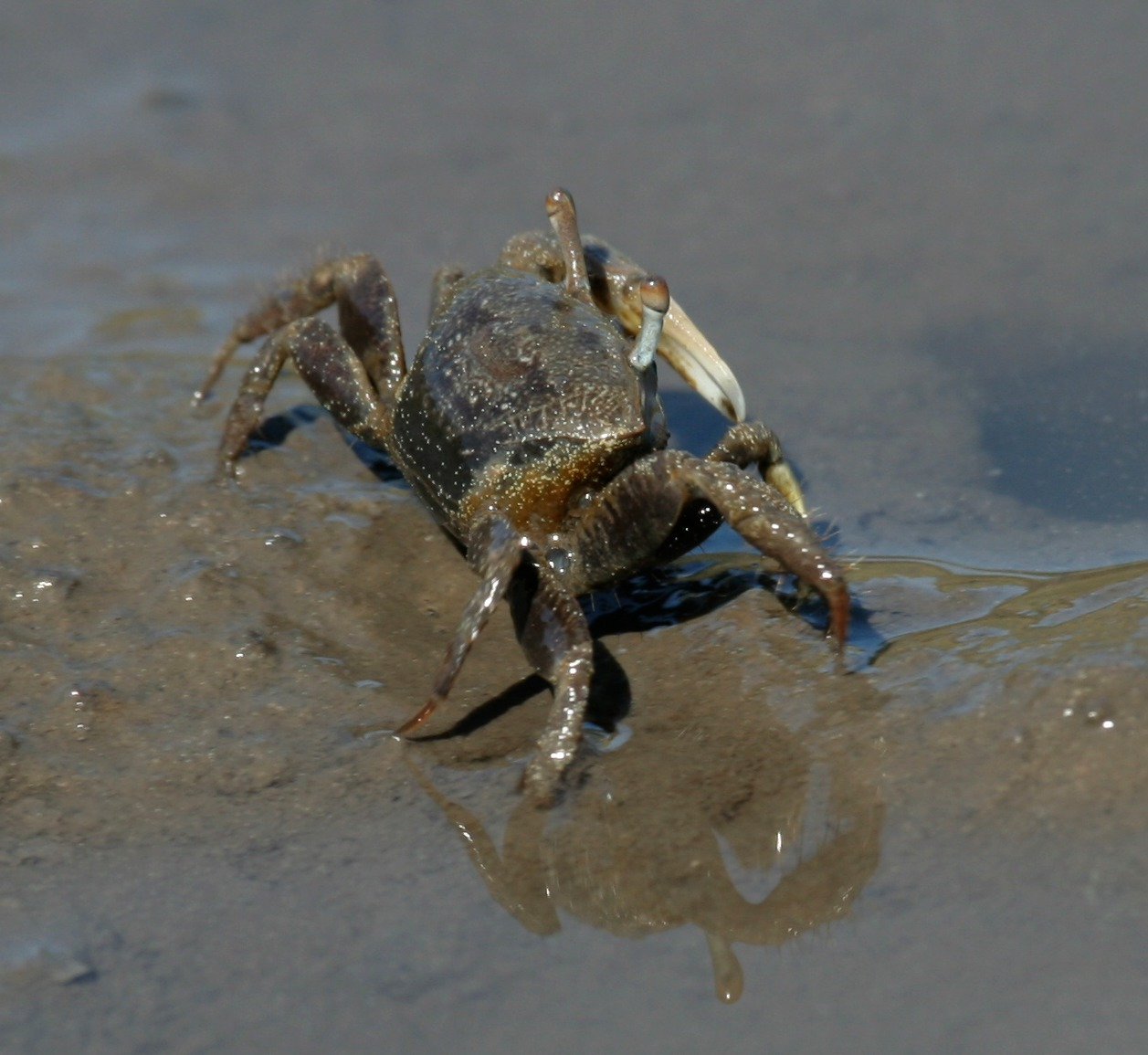
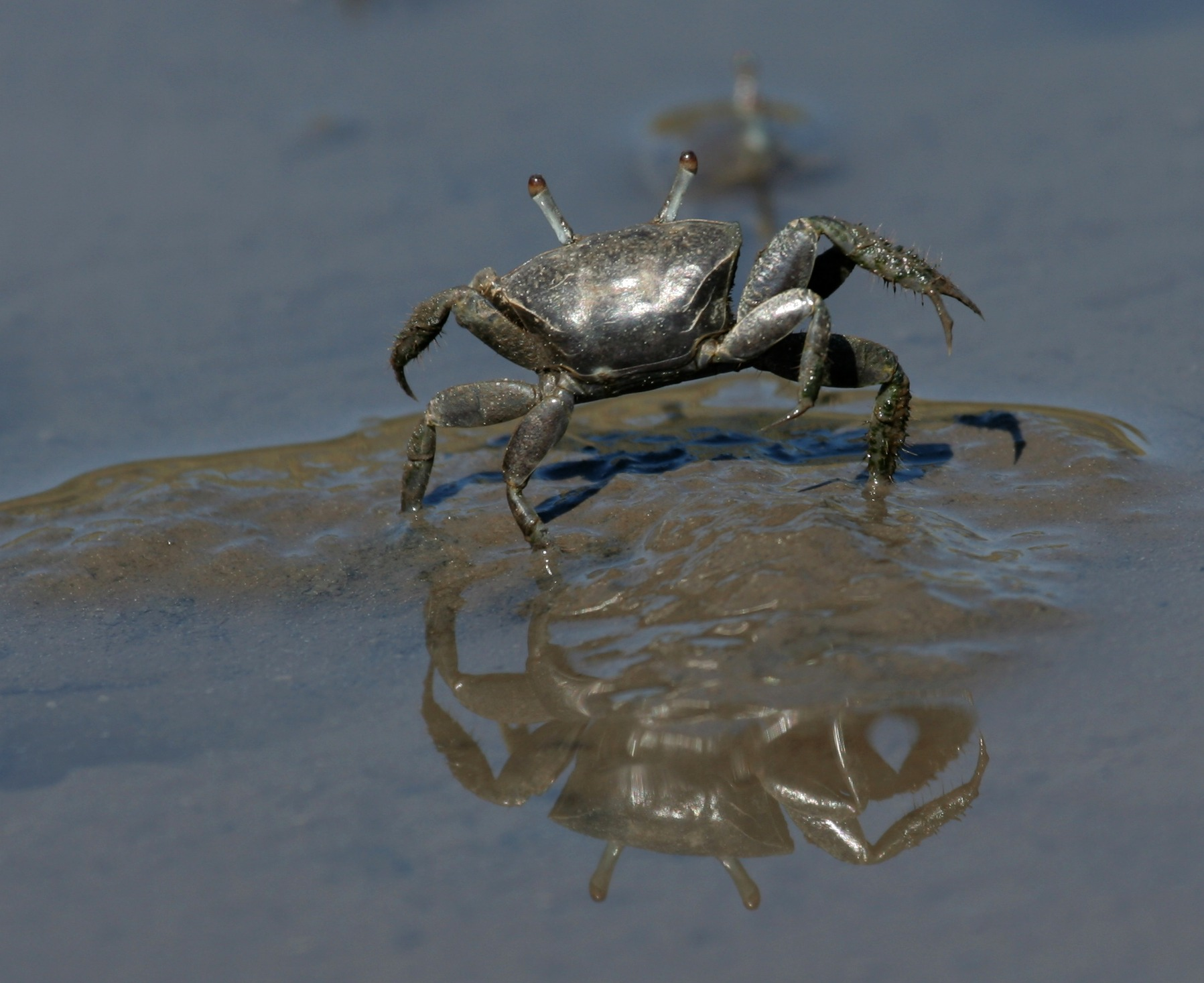
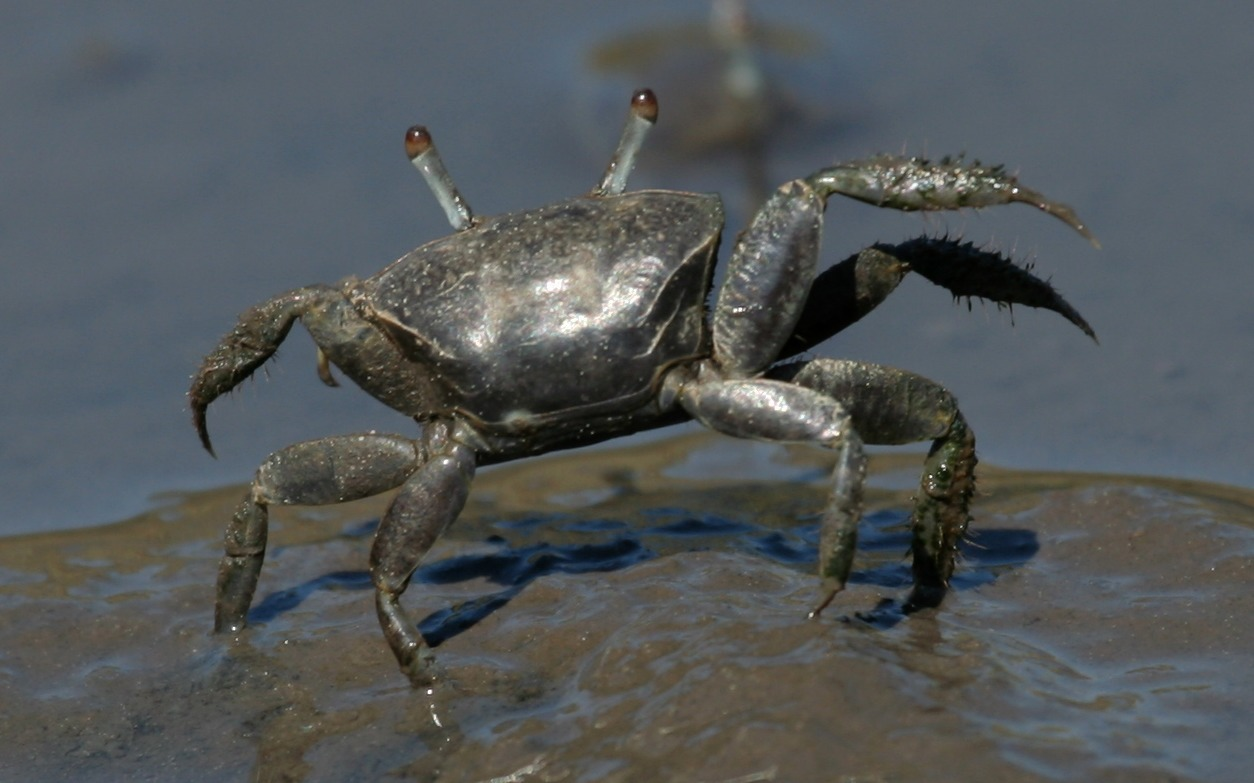